# LibreCAD
LibreCAD és una aplicació informàtica de codi lliure de disseny assistit per ordinador (CAD) per a disseny 2D. Funciona en els sistemes operatius Linux/Unix, macOS i Microsoft Windows. El desenvolupament de LibreCAD està basat en les biblioteques Qt4, podent ser executat en diverses plataformes de manera idèntica. Bona part de la interfície i dels conceptes sobre el seu ús són similars als d'AutoCAD, fent l'ús d'aquest més còmode per a usuaris amb experiència en aquesta mena de programes CAD comercials. LibreCAD utilitza el format de l'arxiu d'AutoCAD DXF internament i per a guardar i importar arxius, així com permet l'exportació d'aquests en diversos formats.

## Història
LibreCAD va ser desenvolupat a partir d'un fork de QCad Community Edition. A partir de la versió 2.0.8, s'ha inclòs de manera experimental el suport per a la lectura d'arxius en format DWG utilitzat per AutoCAD.
Després de 6 anys de desenvolupament, la versió 2.2.0 aportà novetats, sobretot de caràcter intern. Destacà el pas de QT4 a QT5, però també la reescriptura de les funcions Undo i Redo o la millora de la vista prèvia a la impressió.